# Cibo (artista)
(Pier Paolo Spinazzé, Reuters, 24 novembre 2021)
Cibo, pseudonimo di Pier Paolo Spinazzè (Vittorio Veneto, 1º aprile 1982), è un artista, writer, antifascista e attivista italiano, che, tramite la sua arte raffigurante tipicamente la cucina italiana, crea murales per coprire simboli di odio quali svastiche o croci celtiche.
Per il suo lavoro è spesso minacciato da personaggi di estrema destra, e ha ricevuto minacce di morte, ma ha espresso l'intenzione di rimanere attivo e ha invitato altri artisti a unirsi a lui.

## Biografia
Pier Paolo Spinazzè nacque a Vittorio Veneto, Treviso, il primo aprile 1982. Frequentò il liceo artistico statale "Boccioni" di Verona e successivamente, per un anno, si formò all’Accademia Cignaroli di Belle Arti di Verona, specializzandosi infine come designer allo IUAV a Venezia.
Grande amante del disegno, creò il suo primo murale a Verona, dove coprì una svastica con un würstel. Nei giorni successivi il suo disegno venne circondato da simboli di odio, decidendo così ogni volta di coprirli con altri würstel. Questo scontro tra Spinazzè e writer neofascisti lo motivò a portare avanti questa attività in giro per la città veneta.
Nel 2008 un suo compagno di corso venne ucciso da un gruppo di neofascisti o ultranazionalisti. Questo evento lo spronò a lavorare ancora di più rimuovendo, tramite disegni raffigurante cibi italiani e non, simboli di odio quali svastiche, croci celtiche e o scritte razziste o omofobe.
In una intervista del 2023 motivò così la scelta di utilizzare il cibo per combattere l'odio:
(Pier Paolo Spinazzè - 6 giugno 2023)
In seguito alle elezioni politiche del 2018 e alla vittoria della coalizione di centro-destra, Cibo decise di intensificare i suoi sforzi e comunicò di voler eliminare tutti i graffiti neofascisti e di estrema destra che vedeva. Ciò includeva svastiche, insulti etnici e croci celtiche.
Dal 2020 collabora con il comune di Napoli, con lo scopo di coprire i simboli d'odio con cibi tipici della cucina napoletana. L'iniziativa vede la collaborazione tra l’Assessorato alla Creatività Urbana del Comune di Napoli, del Tavolo Interassessorile per la Creatività Urbana del Comune di Napoli e Caffè Borbone ha lo scopo di portare avanti un'intensa attività di sensibilizzazione contro ogni forma di violenza e incitamento all'odio. Il comune ha pubblicato un modulo da compilare per fare in modo che i cittadini possano segnalare le frasi o i simboli da coprire.
Nel novembre del 2021 alcuni suoi follower di Instagram lo avvertirono della presenza di graffiti con insulti razzisti e svastiche in un tunnel nella periferia di Verona. In circa 15 minuti, dipinse sopra le scritte una pizza margherita e una caprese, coprendo una svastica con un grande pomodoro. Da allora i suoi follower sui social media lo informano spesso dei nuovi graffiti in modo che possa coprirli.